# Ranuccio Bianchi Bandinelli
Ranuccio Bianchi Bandinelli (Siena, 19 febbraio 1900 – Roma, 17 gennaio 1975) è stato un archeologo e politico italiano.
Fu un importante rinnovatore degli studi di archeologia, in particolare per la storia dell'arte antica in Italia, in contatto con la cultura europea del suo tempo.

## Biografia

### Formazione e vita familiare

Una foto autografata di Bianchi Bandinelli giovane

Nacque da una antica famiglia nobile senese, i Bianchi Bandinelli Paparoni, a cui apparteneva papa Alessandro III. Il padre, Mario (1848 - 1930), avvocato e proprietario terriero, fu per diversi anni sindaco di Siena (1906 - 1913). La madre, Margherita Ottilie von Korn (1878 - 1905), proveniva da una facoltosa famiglia tedesca della piccola nobiltà di Rudelsdorf (oggi Drołtowice,  paese presso Syców in Bassa Slesia), vicino a Breslavia, e morì prematuramente quando Ranuccio aveva cinque anni.
Ricevette la prima formazione in casa, sotto la guida della nonna materna, la viennese Rosa Arbesser, che tra il 1861 e il 1868 era stata istitutrice di Margherita di Savoia. Proseguì quindi al liceo Piccolomini di Siena, e dal 1918 intraprese gli studi di archeologia presso l'Università di Roma, dove si laureò nel 1923. Si sposò nel 1924 con Maria Garrone (1901-1977), dalla quale ebbe due figlie, Marta (nata nel 1924) e Sandra (nata nel 1928).
Fu inizialmente in dubbio se dedicarsi alla gestione delle proprietà di famiglia, occupandosi solo privatamente degli studi archeologici; scelse poi di farne la propria professione. Dopo la morte del padre nel 1930, vendette nel 1934 la casa di famiglia (villa il Pavone), conservando la villa di Geggiano e continuando a occuparsi dei terreni di famiglia.

### La carriera archeologica

Ranuccio Bianchi Bandinelli durante la visita di Hitler in Italia

Dopo la laurea e la pubblicazione della tesi, riguardante la città etrusca di Chiusi, nella collana Monumenti Antichi dei Lincei, fu chiamato a lavorare provvisoriamente presso il Museo archeologico di Firenze, occupandosi soprattutto di raccogliere e pubblicare i materiali della civiltà etrusca. Al Congresso nazionale etrusco di Firenze del 1926, si fece promotore di un progetto di Carta archeologica del territorio, per la raccolta della documentazione sui resti antichi, a quell'epoca ancora largamente insufficiente.
Lo scopo che si proponeva era quello di arrivare alla definizione delle caratteristiche dell'arte etrusca e dei suoi rapporti con l'arte greca e romana. Tra il 1927 e il 1928 si occupò degli scavi nella necropoli di Sovana. Nel 1929 ebbe l'incarico per l'insegnamento di archeologia presso l'Università di Cagliari e l'anno successivo passò all'Università di Pisa. Nel 1931 fu inviato per un insegnamento triennale di archeologia classica a Groninga nei Paesi Bassi, ed ebbe occasione di effettuare un viaggio in Grecia.
Nel 1933 tornò quindi a Pisa con un incarico definitivo. Si occupò in questo periodo di questioni relative all'arte romana e della sua rivalutazione rispetto all'arte greca, sulla base degli studi di Alois Riegl e di Franz Wickhoff. Nel 1935 fondò, insieme a Carlo Ludovico Ragghianti, la rivista La critica d'arte, con cui si proponeva di affrontare tematiche fino a quel momento trascurate, riguardanti questioni storico-artistiche di carattere generale, sulla base dello storicismo idealista di Benedetto Croce. La rivista venne quindi soppressa nel 1943. Nel 1938 passò alla cattedra di archeologia a Firenze. Nel 1938 fu accompagnatore di Mussolini e Hitler durante la storica visita di quest'ultimo in Italia: in particolare accompagnò, suo malgrado, i due dittatori lungo la passeggiata_archeologica romana e nei musei di Firenze. 
Nel 1940 fu invitato da Gerhart Rodenwaldt a tenere una conferenza a Berlino, nella quale, seguendo lo stesso Rodenwaldt, definì l'arte romana come confluenza di una corrente colta intrisa di influssi ellenistici e di una corrente popolare, più grossolana, partendo dai rilievi della Colonna di Traiano dove riteneva che queste due correnti si fossero fuse per opera di una personalità artistica eccezionale, a cui diede il nome di "Maestro delle imprese di Traiano". Nel 1943 uscì una raccolta di scritti intitolata "Storicità dell'arte classica", che ha lasciato un profondo segno e un rinnovamento negli studi sull'arte classica.
In quest'opera si rivendicava il ruolo dell'artigianato artistico come tessuto connettivo dal quale nascevano le grandi personalità artistiche. Questa idea, che costituiva un superamento dell'idealismo crociano, riprendeva tematiche dello studioso tedesco Bernhard Schweitzer. Dopo l'interruzione conseguente alle vicende belliche, riprese l'insegnamento all'Università di Firenze nel 1944, ma l'anno successivo si trasferì a Roma per assumere la carica di "direttore generale delle antichità e belle arti", che mantenne fino al 1947, occupandosi del restauro dei monumenti danneggiati dalla guerra e cercando di ottenere la nomina e l'attivazione del previsto Consiglio superiore delle belle arti, che avrebbe dovuto esprimersi sulle problematiche della ricostruzione.
Tentò anche inutilmente di proporre una riforma delle Soprintendenze, separando nettamente le funzioni tecniche e amministrative da quelle scientifiche. Successivamente insegnò a Cagliari e poté riprendere la cattedra a Firenze solo a partire dal 1949. Nel 1948 era stato nominato socio nazionale della risorta Accademia dei Lincei. Nel 1951 fu inoltre incaricato della redazione della parte antichistica dell'Enciclopedia Universale dell'Arte. Negli anni cinquanta prese più volte posizione contro i guasti causati al patrimonio monumentale e ambientale del paese dalla speculazione edilizia, e si espresse anche contro allestimenti e ricostruzioni che ricercavano, secondo la sua opinione, più il favore del pubblico piuttosto che essere il frutto di un'ampia e approfondita riflessione.
Nel 1950 uscì la seconda edizione di Storicità dell'arte classica, con una nuova introduzione, nella quale si manifestava il passaggio ad una concezione marxista dell'opera d'arte, intesa come prodotto della società del suo tempo. Nel 1956 ottenne la cattedra a Roma e in quello stesso anno pubblicò Organicità e astrazione, nel quale inseriva il dibattito, allora vivissimo, sulla contrapposizione tra arte astratta e arte figurativa, nel contesto dell'arte greco-romana. In quest'opera si manifestava più chiaramente l'influsso delle sue scelte politiche: la sua posizione ideologica era infatti contraria all'arte astratta, vista come prodotto di una deplorata tendenza all'irrazionale, pur cercando di mantenere una distanza tra giudizio "politico" e critica storico-artistica.
Nel 1959 (terzo convegno internazionale di studi classici a Londra) si oppose all'interpretazione policentrica dell'arte romana di Otto Brendel, che prevedeva stili diversi a seconda dei molteplici centri di produzione, ribadendo la presenza di due principali correnti, dell'arte "ufficiale" e "popolare". Negli anni sessanta si impegnò per un rinnovamento degli studi archeologici, che riteneva chiusi in problemi tecnici minori perdendo di vista il senso della storia. Fondò la rivista Studi Miscellanei, che si proponeva di raccogliere i migliori lavori usciti dalle discussioni della Scuola archeologica nazionale (la scuola di specializzazione successiva alla laurea).
Si venne creando attorno al suo insegnamento una scuola che successivamente rinnoverà gli studi archeologici in Italia, di cui fecero parte, tra gli altri, Bruno D'Agostino, Andrea Carandini, Filippo Coarelli, Antonio Giuliano, Adriano La Regina, Mario Torelli e Fausto Zevi. Nel 1961 pubblicò il volume Archeologia e cultura nel quale venivano raccolti gli scritti del dopoguerra e che si occupava di problematiche sul ruolo dell'archeologia nella cultura, su una sintesi sull'arte romana e sulle forme artistiche nel passaggio tra tarda antichità e Medioevo. Le riflessioni riguardavano anche l'applicazione dello storicismo marxista agli studi storico-artistici.
Dal 1964 lasciò l'insegnamento universitario, impegnandosi nella redazione dei volumi dell'Enciclopedia dell'arte antica, classica e orientale che aveva promosso a partire dal 1958 e che si concluse nel 1966. Nel 1967 fondò la rivista Dialoghi di archeologia che si occupava di ricerca archeologica in connessione con le altre discipline storiche. In una sezione intitolata  "Documenti e discussioni", la rivista era aperta agli interventi dei più giovani colleghi e si occupava di politica universitaria e di gestione del patrimonio culturale.
All'interno della collana progettata da André Malraux sulla storia universale dell'arte (Il mondo della figura) scrisse Roma. L'arte romana al centro del potere (1969), Roma. La fine dell'arte antica (1970) e (con Antonio Giuliano) Etruschi e Italici prima del dominio di Roma (1973), che furono la sintesi della sua opera di storico dell'arte antica ed ebbero un forte impatto, anche per la chiarezza divulgativa, sia nell'ambito degli studi, sia tra il pubblico non specialistico. Negli ultimi anni cercò di difendere il ruolo degli studi storico-artistici in campo archeologico, a fronte della rivalutazione della "cultura materiale" che si stava delineando, pur riconoscendo il pregio delle nuove impostazioni e l'importanza dello scavo archeologico (uno dei fautori del rinnovamento degli studi archeologici italiani in questo senso è stato infatti il suo allievo Andrea Carandini).
Tracciò un bilancio delle proprie posizioni in questo campo, dall'iniziale tentativo di «raggiungere una migliore comprensione della cultura antica nelle sue manifestazioni artistiche figurative», attraverso i mezzi allora offerti dallo storicismo idealistico di Benedetto Croce, alla successiva metodologia ispirata al marxismo, che si proponeva piuttosto la comprensione "storica" dell'opera d'arte e la spiegazione del suo processo di formazione come documento storico da decifrare, nella forma e nel contenuto. L'oggetto artistico venne considerato infine negli ultimi scritti come un "poliedro", in cui «ogni faccia rispecchia un particolare elemento - sociale, economico, politico - che entra come componente del tutto e ciascuna faccia è al tempo stesso subordinata all'insieme e in qualche misura determinante per esso» e, di conseguenza, ogni sistema di interpretazione e metodologia di indagine offre il suo contributo alla comprensione del fenomeno artistico.

### Le posizioni politiche

Ranuccio Bianchi Bandinelli all'Ara Pacis insieme a Hitler e Mussolini

Si sottopose al giuramento di fedeltà al fascismo e nel 1938, dal momento che parlava anche il tedesco, fu incaricato dal Ministero di svolgere la funzione di guida in occasione della visita a Roma, Napoli e Firenze di Adolf Hitler. Accettò in seguito di tenere conferenze in Germania e di svolgere un'analoga funzione per la visita a Roma di Hermann Göring.
L'anno successivo rifiutò la direzione della prestigiosa Scuola Archeologica Italiana di Atene, dalla quale era stato appena rimosso il direttore ebreo Alessandro Della Seta e nel 1942 rifiutò un incarico del Ministero per l'insegnamento a Berlino di "Storia della civiltà italiana". Il progressivo distacco dalle concezioni crociane, che si era determinato in quegli anni nei suoi lavori archeologici, si manifestò anche in una più decisa opposizione al fascismo, con una partecipazione al movimento clandestino liberal-socialista (da cui si sviluppò successivamente il Partito d'Azione).
Già nei primissimi anni '40 si avvicinò sempre più a posizioni marxiste, iscrivendosi nel 1944 al PCI.

### La morte del filosofo Gentile
Dopo l'armistizio dell'8 settembre 1943 aderì, insieme ad altri docenti e studenti dell'Università, al Comitato Toscano di Liberazione Nazionale e si dimise dall'Università. Nel 1944 subì un breve fermo di polizia, insieme ad altri professori antifascisti, in quanto sospettato come mandante dell'esecuzione del filosofo e ministro fascista Giovanni Gentile avvenuto il 15 aprile 1944. Trattenuto in carcere quasi un mese fu poi rilasciato per l'intervento dei familiari di Gentile che non volevano fossero effettuate rappresaglie. Il 10 maggio successivo Bianchi Bandinelli scrisse a Federico Gentile: "Caro Federico, nella tragedia acerbissima che si è abbattuta sulla vostra famiglia (e che posso ben valutare conoscendo quanto uniti tutti voi foste sempre a Vostro padre e quanto Egli vi dava di se stesso) unica notizia di qualche consolazione fu quella del tuo ritorno". Nello stesso anno si iscrisse al Partito Comunista Italiano di Palmiro Togliatti.

Giovanni Gentile negli ultimi anni. Il filosofo e l'archeologo erano legati da amicizia

Nella discussione sui mandanti dell'esecuzione Gentile, il nome di Bianchi Bandinelli ritornò nel 1981 sulla base di una testimonianza resa dallo scrittore Romano Bilenchi allo storico Sergio Bertelli, secondo il quale la decisione fu presa dal comitato clandestino comunista di cui faceva parte anche l'archeologo. Pochi mesi dopo l'intervista Bilenchi negò a Bertelli tutte le affermazioni rilasciate in precedenza dando al giornalista, squalificato dalla ritrattazione, la sensazione che Bilenchi avesse ricevuto forti pressioni in questa direzione.
Tuttavia, secondo Luciano Canfora, il fatto che Bianchi Bandinelli si fosse iscritto al PCI solo alcuni mesi dopo l'omicidio di Gentile ne rende improbabile la partecipazione ad una decisione così delicata e insiste sull'ipotesi che l'ordine fosse in realtà giunto dalla Gran Bretagna.
La questione è stata riaperta da un'intervista rilasciata da Teresa Mattei, partigiana e deputata all'Assemblea Costituente, secondo la quale la decisione sarebbe stata presa da Bruno Sanguinetti, poi suo marito, con l'approvazione di Bianchi Bandinelli. Secondo la Mattei, Bianchi Bandinelli alla decisione di uccidere Gentile commentò "è un atto terribile, ma va fatto". Secondo Francesco Perfetti la testimonianza della Mattei, la quale nulla aggiunse al racconto di Bilenchi, confermò la presenza alla riunione ristretta di Giuseppe Rossi e dello stesso Bianchi Bandinelli.

### Il dopoguerra
Dopo la liberazione fondò, senza però seguirla da vicino, la rivista Società che, pur appartenendo all'area marxista, inizialmente favorì il dialogo tra intellettuali delle diverse tendenze. Nel 1946 gli venne offerta la candidatura per le elezioni a sindaco di Firenze, e due anni dopo quella per il Senato, ma rifiutò in entrambi i casi. Nel 1948 uscì la sua autobiografia intitolata Diario di un borghese in cui esponeva il personale percorso che lo aveva portato dall'idealismo crociano all'adesione al comunismo e il disagio che comportavano, a fronte delle sue convinzioni, le sue origini aristocratiche. Il passaggio al marxismo veniva accostato alla trasformazione del mondo pagano in mondo cristiano nella storia antica. Ha collaborato anche con la rivista Il Calendario del Popolo.
Attuò comunque concretamente i suoi ideali: negli anni cinquanta creò tra i mezzadri che coltivavano i terreni familiari una cooperativa autogestita, alla quale cedette le sue proprietà terriere. In seguito alla repressione sovietica della Rivoluzione ungherese del 1956 - aderendo all'invito di Togliatti, secondo cui quegli eventi non potevano smentire l'inevitabilità del processo storico di affermazione del comunismo - non si dimise dal partito come invece fecero molti altri intellettuali. Negli anni Sessanta si trovò in polemica con Rossana Rossanda e con Cesare Luporini sul tentativo di superamento dello storicismo gramsciano, che era stato il nucleo della cultura di ispirazione marxista in Italia di cui egli stesso era stato un fautore.
Contemporaneamente, espresse i primi dubbi sull'evoluzione del comunismo sovietico. Riprendendo il paragone tra comunismo e cristianesimo, scrisse: «come la chiesa cattolica ha costruito una sua potenza piuttosto che una società veramente cristiana nel senso evangelico, anche l'Unione Sovietica ha costruito una sua potenza piuttosto che una società veramente socialista in senso comunista». Anche in seguito all'invasione della Cecoslovacchia nel 1968 lasciò la direzione del Centro Thomas Mann e dell'Istituto Gramsci. Tuttavia nel Comitato Centrale del PCI votò per l'esclusione dal partito del gruppo di Il manifesto. Pubblicò ancora nel 1974 una raccolta di scritti sulla situazione dei beni culturali (AA., BB.AA. e BC. L'Italia storica e artistica allo sbaraglio) e si interessò alla formazione del nuovo Ministero dei beni culturali.

## Archivio e biblioteca personale
L'archivio Bianchi Bandinelli si compone di più fondi: un primo fondo, dichiarato di notevole interesse storico dalla Soprintendenza archivistica per la Toscana nel 2011, fu venduto dagli eredi dello studioso alla Fondazione Monte dei Paschi di Siena il 26 febbraio 2004 e attualmente è consultabile presso l'Archivio di Stato di Siena; un secondo fondo comprende la corrispondenza di carattere personale di Bianchi Bandinelli, schede di appunti estratti e la sua biblioteca, la documentazione è conservata presso la Biblioteca della Facoltà di Lettere e Filosofia dell'Università di Siena; un terzo fondo conservato presso l'Archivio Storico del Movimento Operaio Democratico Senese  fu donato dagli eredi dopo il 1988, contiene anche materiale postumo relativo alle commemorazioni di Ranuccio Bianchi Bandinelli.

## Opere
- L'arte etrusca, Editori Riuniti, 1982; Ghibli, 2013
- Roma - L'arte romana nel centro del potere, Rizzoli, 1969; BUR 2002
- Roma - La fine dell'arte antica, Rizzoli, 1970; BUR 2002
- con Antonio Giuliano, Etruschi e Italici prima del dominio di Roma, Rizzoli, 1973; BUR, 1976
- Introduzione all'archeologia, Laterza, 1976
- Ricordi e giovanili errori, in Belfagor, n. 20, 1965,  pp. 480-482.
- Dal diario di un borghese e altri scritti, Milano, Il Saggiatore, 1962.
- Organicità e astrazione, 2ª ed., Milano, Electa, 2005  [1956], ISBN 88-370-3560-8.
  - trad. tedesca: Wirklichkeit und Abstraktion, Dresda, 1956; trad. spagnola: Organicidad y abstracción, Buenos Aires, 1965.

## Filmografia su Bianchi Bandinelli

### Cinema
- L'uomo che non cambiò la storia, film documentario di Enrico Caria del 2016 su Ranuccio Bianchi Bandinelli e sul diario tenuto durante la visita di Hitler in Italia nel 1938.

### Televisione
- Una giornata particolare 3x01 (2024).